# Pascal Greggory
Pascal Greggory (Parigi, 8 settembre 1953) è un attore francese.

## Biografia
Greggory è stato candidato al Premio César per il migliore attore nel 1999 per il Ceux qui m'aiment prendront le train e nel 2001 per La confusion des genres, nonché al Premio César per il migliore attore non protagonista nel 2008 per La Vie en rose (La Môme). Nel 2005 ha partecipato al film Gabrielle con Isabelle Huppert.

## Filmografia

### Cinema
- Il caso del dottor Gailland (Docteur Françoise Gailland), regia di Jean-Louis Bertuccelli (1976)
- Madame Claude, regia di Just Jaeckin (1977)
- Flammes, regia di Adolfo Arrieta (1978)
- Les Sœurs Brontë, regia di André Téchiné (1979)
- La marque du destin, regia di Philippe Gautier (1981)
- Chassé-croisé, regia di Arielle Dombasle (1982)
- Il bel matrimonio (Le beau mariage), regia di Éric Rohmer (1982)
- Le Crime d'amour, regia di Guy Gilles (1982)
- Pauline alla spiaggia (Pauline à la plage), regia di Éric Rohmer (1983)
- Grenouilles, regia di Adolfo Arrieta (1983)
- Rosette prend sa douche (1984)
- Rosette vend des roses (1985)
- Rosette cherche une chambre (1987)
- L'albero, il sindaco e la mediateca (L'Arbre, le Maire et la Médiathèque), regia di Éric Rohmer (1993)
- Attendre le navire (1993)
- La regina Margot (La Reine Margot), regia di Patrice Chéreau (1994)
- Lucie Aubrac (1997)
- Les amis de Ninon (1998)
- Zonzon, regia di Laurent Bouhnik (1998)
- Giovanna d'Arco (The Messenger: The Story of Joan of Arc), regia di Luc Besson (1999)
- Il tempo ritrovato (Le Temps retrouvé), regia di Raúl Ruiz (1999)
- Ceux qui m'aiment prendront le train, regia di Patrice Chéreau (1999)
- La Fidélité, regia di Andrzej Żuławski (2000)
- La confusion des genres (2000)
- Nido di vespe (Nid de guêpes) (2002)
- Silvia oltre il fiume (La Vie promise), regia di Olivier Dahan (2002)
- So Long Mister Monore (2002)
- Arsenio Lupin (Arsène Lupin), regia di Jean-Paul Salomé (2004)
- Gabrielle, regia di Patrice Chéreau (2005)
- La voltapagine (La Tourneuse de pages), regia di Denis Dercourt (2006)
- Pardonnez-moi, regia di Maïwenn (2006)
- La Vie en rose, regia di Olivier Dahan (2007)
- La France, regia di Serge Bozon (2007)
- Nuit de chien, regia di Werner Schroeter (2008)
- Le Bal des actrices, regia di Maïwenn (2009)
- Geliebte Clara (2008)
- Walled In - Murata viva (Walled in), regia di Gilles Paquet-Brenner (2009)
- Rien de personnel (2009)
- Le Mariage à trois, regia di Jacques Doillon (2010)
- Quartier lointain (2010)
- Il gioco delle coppie (Doubles Vies), regia di Olivier Assayas (2018)
- L'ultima ora (L'Heure de la sortie), regia di Sébastien Marnier (2018)
- Frankie, regia di Ira Sachs (2019)
- Lán xīn dà jùyuàn, regia di Lou Ye (2019)
- Red Snake (Soeurs d'armes), regia di Caroline Fourest (2019)
- Un bel mattino (Un beau matin), regia di Mia Hansen-Løve (2022)
- Jeanne du Barry - La favorita del re (Jeanne du Barry), regia di Maïwenn (2023)
- L'abbaglio, regia di Roberto Andò (2025)

### Televisione
- Fred Vargas: Crime Collection - serie TV, 1 episodio (2010)
- Glacé - serie TV, 6 episodi (2017)
- Irma Vep - La vita imita l'arte (Irma Vep) – miniserie TV, 4 puntate (2022)

## Doppiatori italiani
Nelle versioni in italiano delle opere in cui ha recitato, Pascal Greggory è stato doppiato da:
- Massimo Lodolo in La regina Margot, Glacé
- Enrico Pallini in Giovanna d'Arco
- Oliviero Dinelli in Un bel mattino
- Luca Biagini in Jean du Barry - La favorita del re